# 초산군
초산군(楚山郡)은 자강도에 위치한 군이다. 중화인민공화국과의 국경 지대에 있다.

## 위치와 역사
| Daedongyeojido (Gyujanggak) 05-07.jpg | Daedongyeojido (Gyujanggak) 05-06.jpg |
| Daedongyeojido (Gyujanggak) 06-07.jpg | Daedongyeojido (Gyujanggak) 06-06.jpg |

일제강점기까지는 평안북도에 속해 있었다가 1949년에 행정구역 개편으로 자강도가 신설되면서 편입되었다.
초산군의 남쪽에는 강남산맥이 있고 북쪽은 압록강이다. 압록강을 건너면 중국의 만주 지역이다. 가장 높은 산은 해발 1,079m의 남해태산이다.

## 기후와 산업
대체로 산간 지역이 많아 밭농사를 짓고 있다. 양봉도 주요 산업 중 하나이다. 전체 면적의 76.1%가 숲 지대이며, 이를 바탕으로 통나무 생산도 하고 있다.
기후는 대륙성 기후를 보여 여름에는 덥고 겨울에는 춥다. 북조선 최고 기온으로 기록된 41°C는 1961년 7월에 초산군에서 기록된 것이다.

## 기타
한국 전쟁 중인 1950년 10월 26일에 대한민국 국군이 북진하여 초산군에까지 이르렀으나, 곧이어 중국인민지원군의 참전으로 후퇴했다.
1999년에는 이 지역에서 고구려 고분군이 발굴되었다.
3번 국도의 종점구간이 초산군에 위치하고 있다.

## 행정 구역
현재 초산군에는 1읍과 18리가 있다.
- 초산읍 (楚山邑)
- 구룡리 (龜龍里)
- 구평리 (龜坪里)
- 련무리 (蓮舞里)
- 련풍리 (蓮豊里)
- 룡상리 (龍上里)
- 리산리 (梨山里)
- 송묘리 (松廟里)
- 수침리 (水砧里)
- 신양송리 (新楊松里)
- 안찬리 (安贊里)
- 앙토리 (央土里)
- 와인리 (瓦仁里)
- 운평리 (雲坪里)
- 장토리 (章吐里)
- 직리 (直里)
- 충상리 (忠上里)
- 화건리 (化建里)
- 화신리 (花薪里)

## 이북5도위원회의 초산군
평안북도 초산군(楚山郡)의 면적은 2,327.63km2이며, 9면 62동으로 이루어져 있다. 군청소재지는 초산면 성동동이다.
| 읍면           | 면적(km2) | 동 숫자 | 동(洞) |
| -------------- | --------- | ------- | --- |
| 초산면(楚山面) |           | 14      | 성서(城西) 성동(城東) 운해천(雲海川) 앙토(央土) 평강(坪江) 사기덕(沙器德) 와인(瓦仁) 수침(水砧) 직(直) 모단(慕段) 연무(蓮舞) 용암(龍巖) 안찬(安贊) 삼상(三上) |
| 강면(江面)     |           | 5       | 동도(東島) 석상(石桑) 신풍(新豊) 풍덕(豊德) 용성(龍星) |
| 고면(古面)     |           | 7       | 부평(富坪) 월악(月岳) 영풍(永豊) 문덕(文德) 소수(小水) 대수(大水) 구아(舊衙)                                                                                  |
| 남면(南面)     |           | 8       | 구평(龜坪) 창평(倉坪) 신막(新幕) 충상(忠上) 송묘(松廟) 부평(富坪) 충하(忠下) 용상(龍上)                                                                       |
| 도원면(桃源面) |           | 4       | 관대(館垈) 동창(東倉) 회목(檜木) 희창(熙倉) |
| 동면(東面)     |           | 6       | 구룡(龜龍) 양덕(陽德) 신장송(新場松) 화신(花薪) 건양(建陽) 화풍(化豊)                                                                                         |
| 송면(松面)     |           | 8       | 양강(兩江) 송수(松水) 송파(松坡) 송평(松坪) 송정(松亭) 송성(松城) 차령(車嶺) 원대(元垈)                                                                       |
| 판면(板面)     |           | 5       | 판평(板坪) 판막(板幕) 판하(板下) 삼거(三巨) 부숭(富崇) |
| 풍면(豊面)     |           | 5       | 용암(龍巖) 용흥(龍興) 용당(龍塘) 용연(龍淵) 용곡(龍谷) |

## 같이 보기
- 조선민주주의인민공화국의 지리
- 조선민주주의인민공화국의 행정 구역